# San Valentino Torio
San Valentino Torio es una localidad y comune italiana de la provincia de Salerno, región de Campania, con 10.045 habitantes.

## Demografía
| Gráfica de evolución demográfica de San Valentino Torio entre 1861 y 2001 |
|                                                                           |
| Fuente ISTAT - elaboración gráfica de Wikipedia                           |